# Monumento a Colón (Valladolid)
El monumento a Colón de Valladolid se halla en la Plaza de Colón. La figura del navegante Cristóbal Colón mira de frente a la del escritor José Zorrilla, en la Plaza de Zorrilla a través del arbolado paseo de carros de la Acera de Recoletos, dejando a su mano izquierda el Parque del Campo Grande y a su espalda la estación de Valladolid-Campo Grande.

## Historia

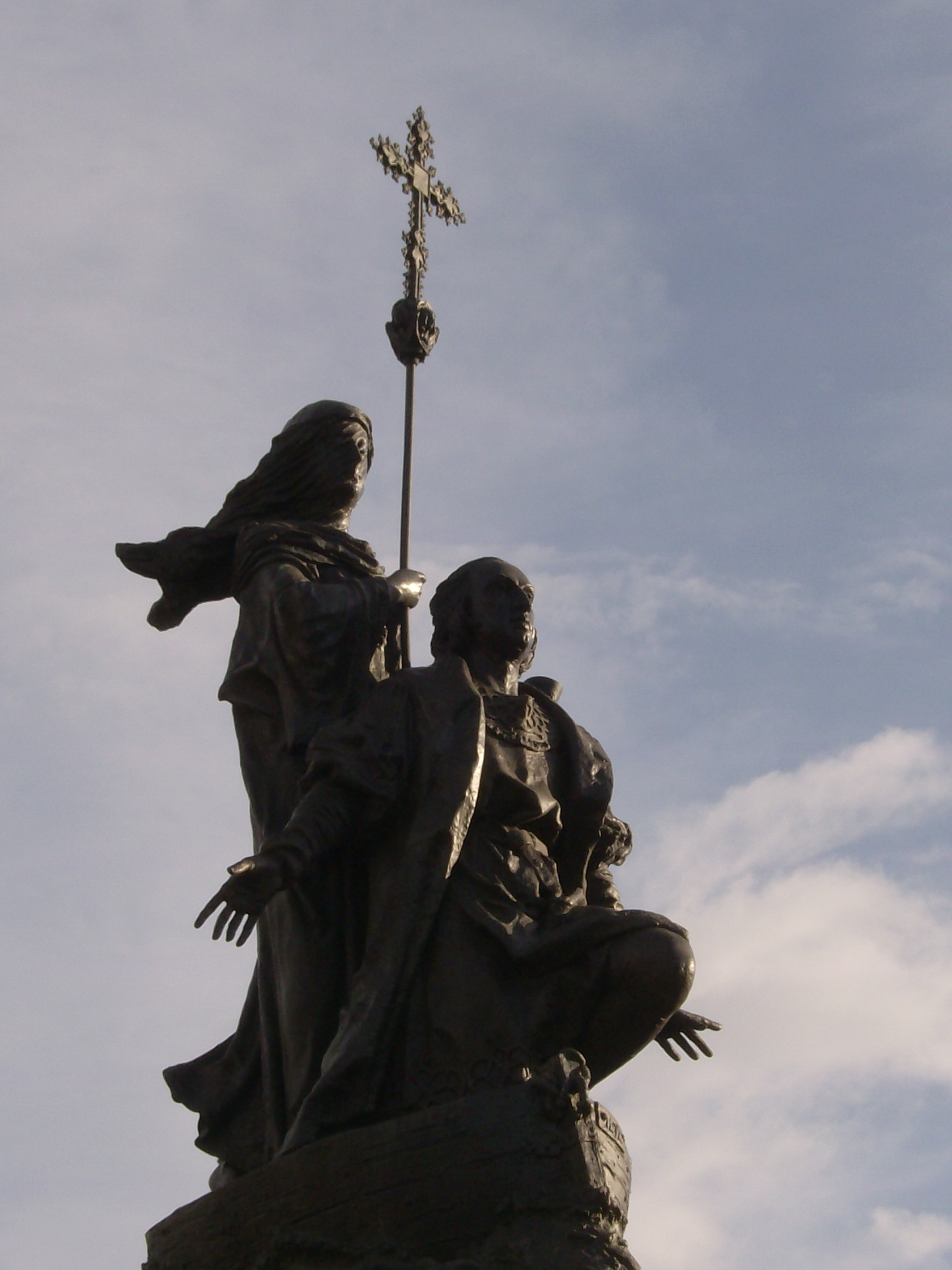
Detalle del Monumento a Colón.

En un principio la escultura parte de un proyecto de monumentalización para La Habana, finalizado el cual en se otorga la realización de la escultura a Antonio Susillo, que en 1891 la ha finalizado, realizándose su fundición en los talleres de Thiebaut Freres. La base es de piedra granítica y las figuras superpuestas a ella se realizaron en bronce.
La estructura de la base es de tronco de pirámide de cuatro lados, en cada uno de ellos figuran relieves con momentos de la vida de Colón: 
- Su visita al monasterio de La Rábida, donde busca apoyo de los monjes y respaldo en las camarillas de la corte de los Reyes Católicos.
- La partida de las naves desde el puerto de Palos.
- El descubrimiento de América.
- En el último relieve se recrea el recibimiento de Colón por los Reyes Católicos.

Por encima de los relieves se sitúan cuatro esculturas que representan los valores fundamentales en los que se apoyó Colón para su descubrimiento: la Historia, la Náutica, el Estudio y el Valor. Sobre la piedra se asienta una esfera del globo terráqueo que simboliza las posesiones del Imperio español a lo largo de todo el mundo. Dicho globo está orlado con una cinta con el lema "Non Plus Ultra" inscrito, lema que hacía referencia hasta el siglo XVI al final de mundo situado en la península ibérica. Un león está rasgando el "Non" del lema, simbolizando el fin del "finis terrae" tras el descubrimiento de América, lo que dio lugar al lema nacional de España (Plus Ultra), el cual también forma parte del escudo nacional español sobre las Columnas de Hércules.
Reforzando este simbolismo de empresa nacional se puede ver también el escudo de los Reyes Católicos y un medallón con las efigies de dichos monarcas, patrocinadores del descubrimiento de América.
Rematando el conjunto se encuentra la figura de Colón arrodillado y, tras él, una representación alegórica de la Fe con una cruz y un cáliz.
Su localización estaba destinada a ser la Plaza Central de la capital cubana. Sin embargo, la pérdida de Cuba provocó que el monumento fuera devuelto a España, por lo que el consejo de ministros decidió adjudicar como destino de la obra Valladolid. Dicha decisión no estuvo exenta de debate, pues la Comisión municipal de Sevilla reclamó para sí el emplazamiento de la escultura, al igual que también lo hizo Madrid con la intención de situarlo en el paseo de El Retiro.
Valladolid y Sevilla rivalizaban en derechos históricos sobre la figura colombina y su legado, ya que si fue en Valladolid donde murió el descubridor en 1506 y donde había logrado los fondos para sus viajes en diversas entrevistas con los reyes, fue en Sevilla donde se estableció el consulado de Indias, y donde durante los cuatro siglos de unión arribaban los comerciante y mercaderes con los portes del continente americano. Ambas ciudades albergaban casas donde Colón residió en diversos momentos de su vida. El punto crucial de la decisión llegó cuando el cabildo andaluz presentó los avales para el pago de un millón de reales que había de hacerse a los herederos del autor como pago a la obra. Sin embargo, el consistorio de Valladolid hizo el pago efectivo con prontitud con muchos esfuerzos y por ello la obra acabó por situarse en dicha ciudad.
Tras su consecución quedaba aún la cuestión de dónde colocar el monumento, que fue resuelta mediante una encuesta popular a través de las páginas del diario El Norte de Castilla, y que dio como resultado su ubicación actual el Campo Grande en 1901.
Pero no acaban ahí los avatares de la escultura, pues del bloque de la obra sólo se tenían las figuras de bronce desligadas de cualquier marco, y ni siquiera se conservaban los esbozos del autor, que se creían perdidos. Aquí es donde adquiere de nuevo relevancia la figura de Juan Agapito y Revilla, dinamizador del ámbito cultural de la ciudad, quien logra finalmente acceder a copias de los documentos de Antonio Susillo y comienza el montaje de la escultura. Para la colocación de la primera piedra a finales de 1903 se contó con la presencia del joven rey Alfonso XIII de España, inaugurándose el monumento dos años después.
En 2006 y con motivo del quinto centenario del fallecimiento del descubridor en la ciudad vallisoletana, la escultura ha sido completamente restaurada al igual que ha sido remodelado su ámbito urbano.
En 2019 fue vandalizada con pintura roja con la frase «el españolismo es fascismo» y anagramas alusivos al comunismo y al anarquismo durante la madrugada anterior a la celebración del Día de la Hispanidad. Los hechos fueron reivindicados por la agrupación castellanista de izquierdas Yesca Valladolid como forma de protesta «contra la lectura fanática y xenófoba que se hace del pasado colonial», enfrentando el presunto autor más de cinco años de prisión por este hecho y por un presunto robo con fuerza de parafernalia neonazi en la sede del partido político de extrema derecha Democracia Nacional.

## Detalles

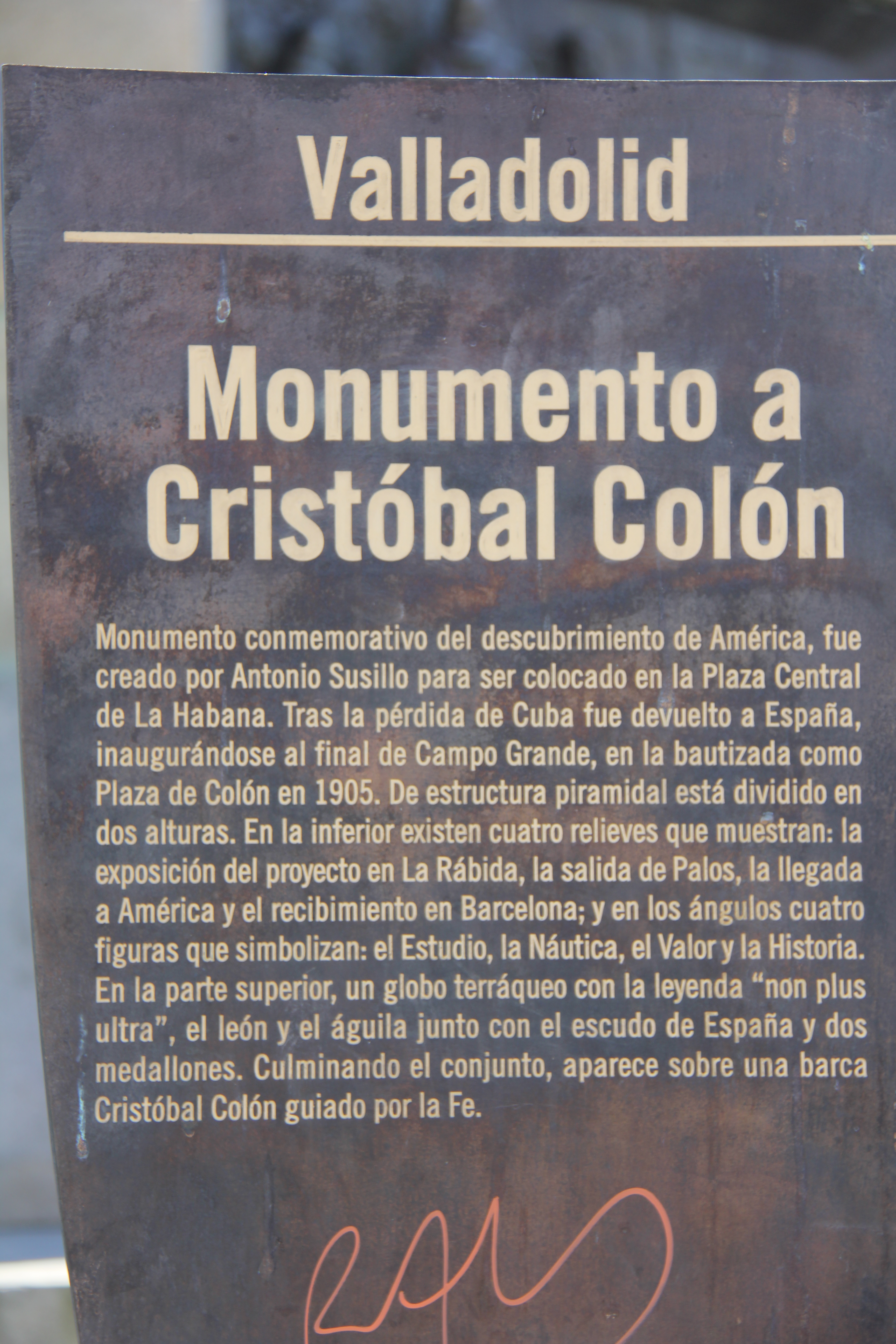
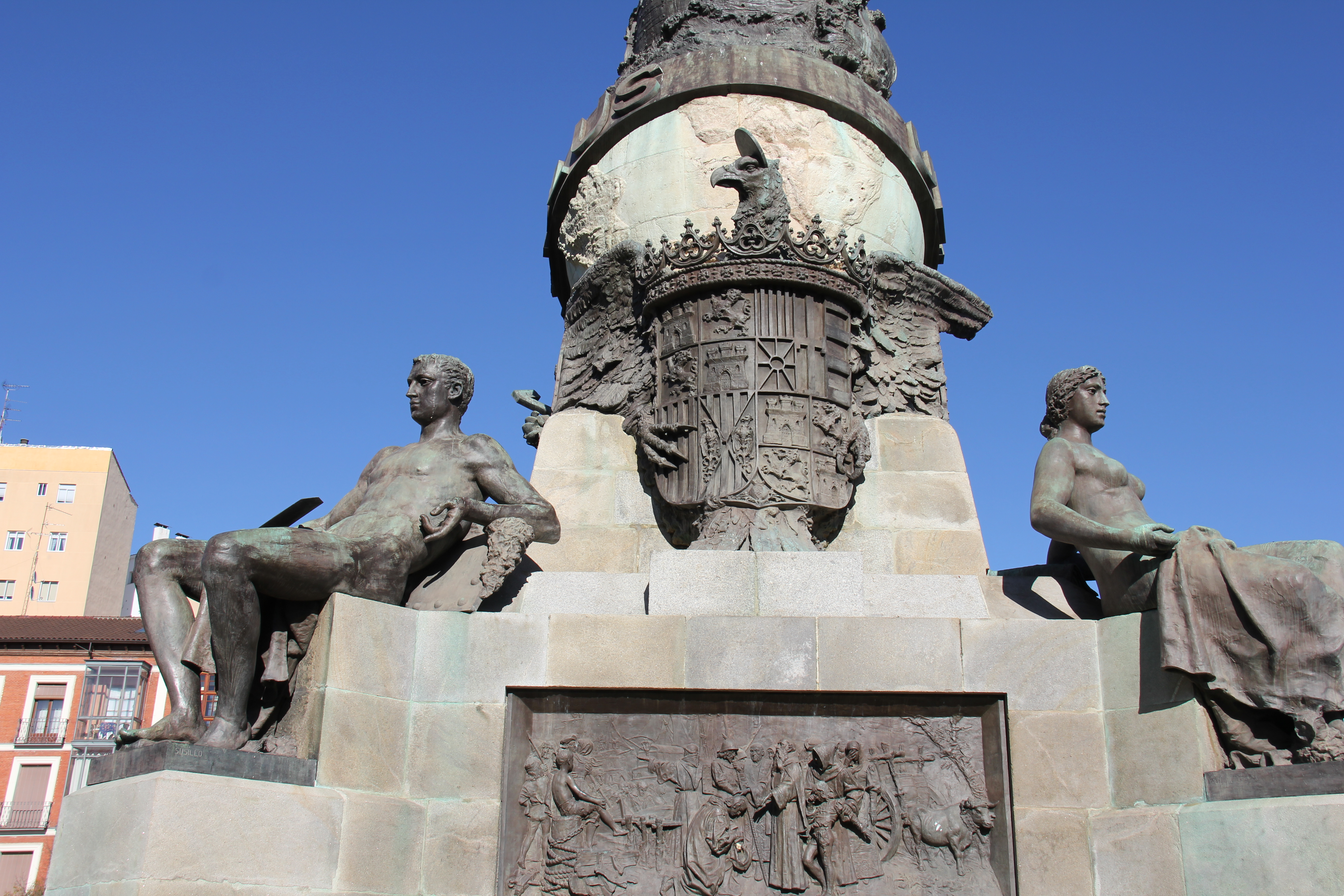
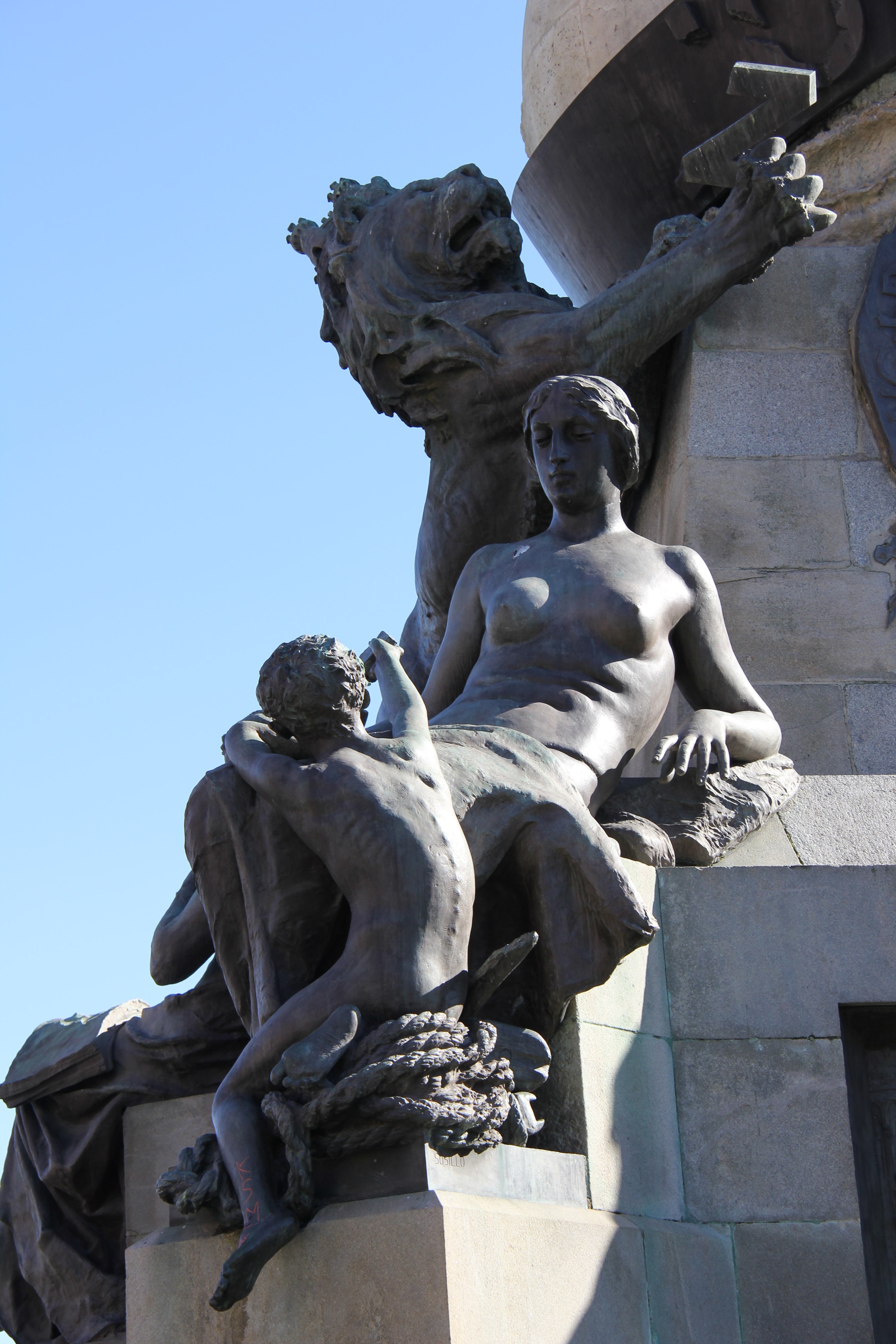
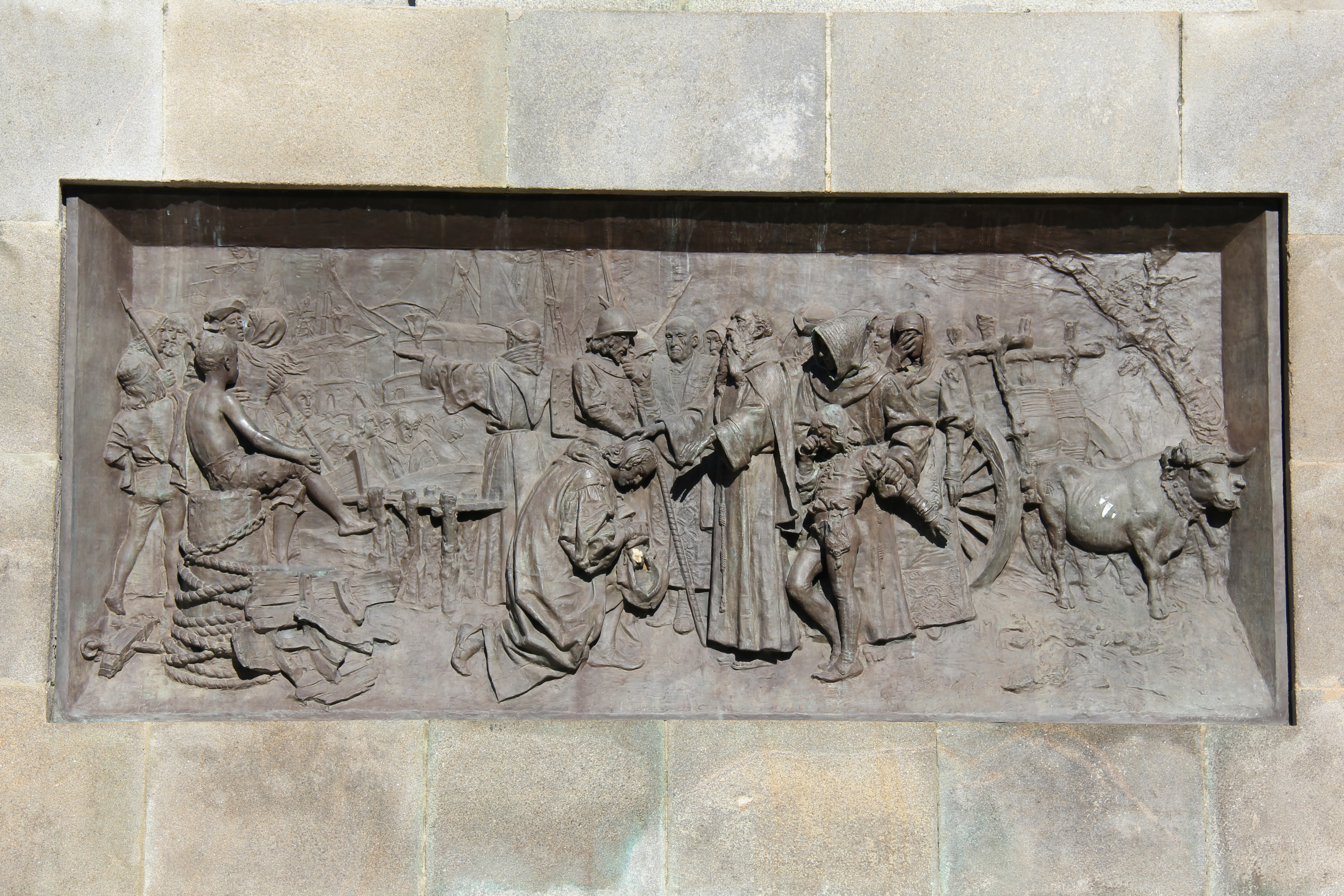
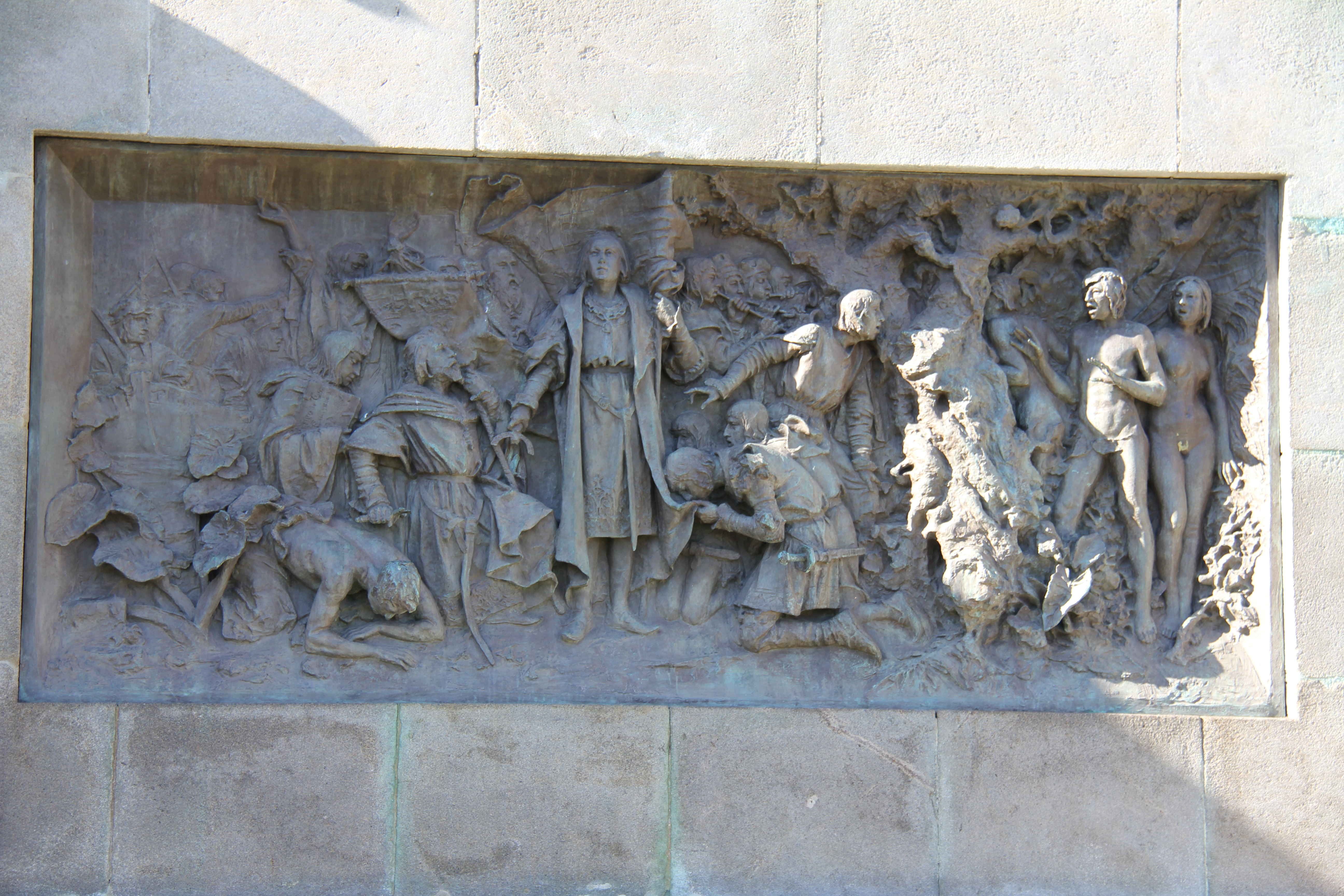
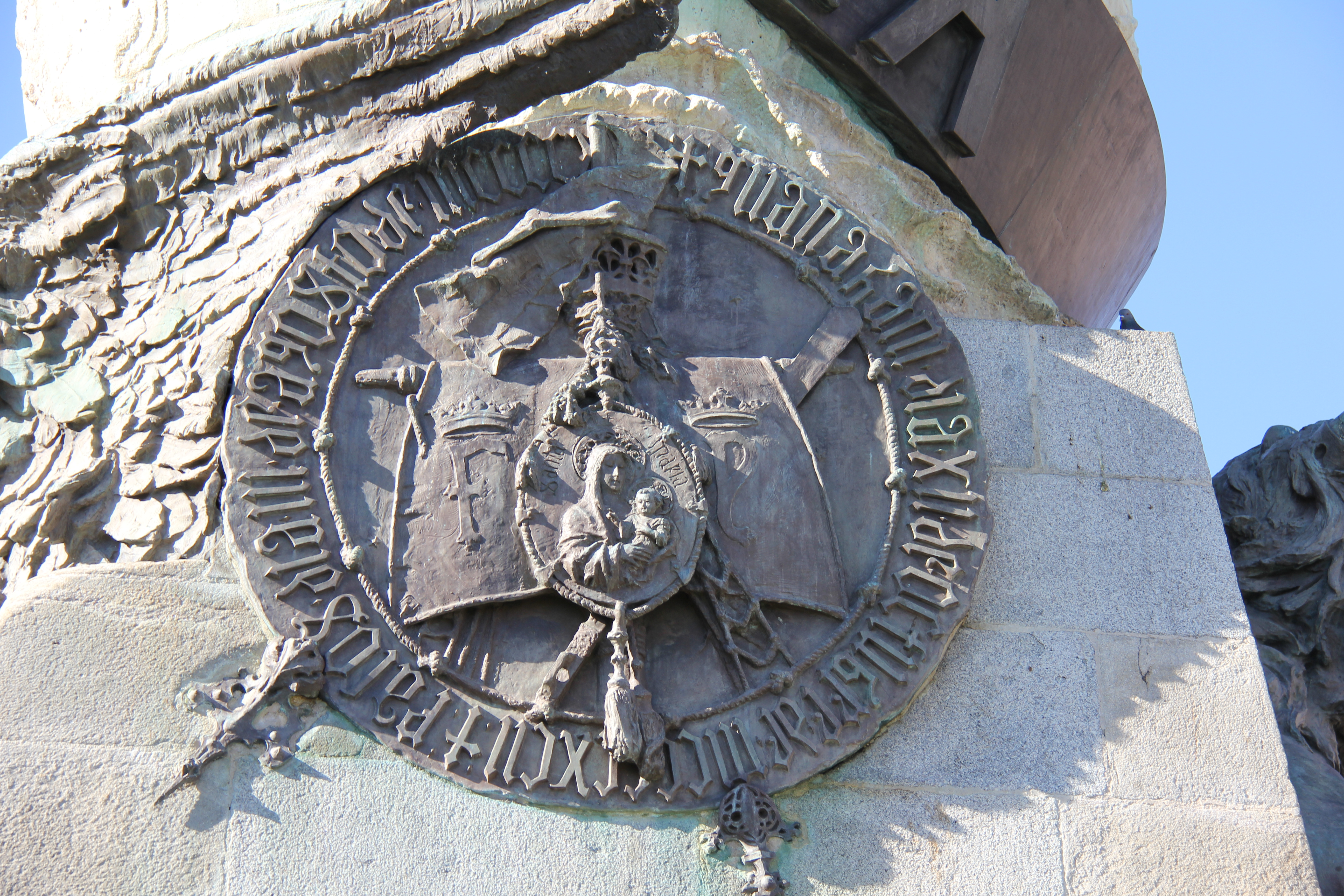